# Charlack (Misuri)
Charlack es una ciudad ubicada en el condado de San Luis en el estado estadounidense de Misuri. En el Censo de 2010 tenía una población de 1363 habitantes y una densidad poblacional de 2.000,98 personas por km².

## Geografía
Charlack se encuentra ubicada en las coordenadas 38°42′11″N 90°20′34″O / 38.70306, -90.34278. Según la Oficina del Censo de los Estados Unidos, Charlack tiene una superficie total de 0.68 km², de la cual 0.68 km² corresponden a tierra firme y (0%) 0 km² es agua.

## Demografía
Según el censo de 2010, había 1363 personas residiendo en Charlack. La densidad de población era de 2.000,98 hab./km². De los 1363 habitantes, Charlack estaba compuesto por el 55.76% blancos, el 35.44% eran afroamericanos, el 0.29% eran amerindios, el 1.47% eran asiáticos, el 0% eran isleños del Pacífico, el 3.3% eran de otras razas y el 3.74% pertenecían a dos o más razas. Del total de la población el 7.19% eran hispanos o latinos de cualquier raza.